# Serie A2 2000-2001 (pallavolo femminile)
La Serie A2 italiana di pallavolo femminile 2000-2001 si è svolta dal 29 ottobre 2000 al 30 maggio 2001: al torneo hanno partecipato sedici squadre di club italiane e la vittoria finale è andata per la prima volta al Giannino Pieralisi Volley.

## Regolamento
Le squadre hanno disputato un girone all'italiana, con gare di andata e ritorno, per un totale di trenta giornate; al termine della regular season:
- La prima classificata è promossa in Serie A1.
- Le classificate dal secondo al quinto posto hanno acceduto ai play-off promozione, strutturati in semifinali e finale, entrambe giocate al meglio di due vittorie su tre gare: la vincitrice è promossa in Serie A1.
- Le classificate dall'undicesimo al quattordicesimo posto hanno acceduto ai play-out, strutturati in una finale, giocata al meglio di due vittorie su tre gare: le due perdenti sono retrocesse in Serie B1.
- Le ultime due classificate sono retrocesse in Serie B1.

## Le squadre partecipanti
| Squadra                             | Stagioni in Serie A2 | Allenatore                                | Campo di gioco                            |
| ----------------------------------- | -------------------- | ----------------------------------------- | ----------------------------------------- |
| AGIL Trecate                        |                      | Luciano Pedullà                           | PalaDal Lago di Novara                    |
| Brums Busto Arsizio                 |                      | Eraldo Buonavita                          | PalaYamamay di Busto Arsizio, VA          |
| Fiam Ita Meta Pesaro                |                      | Luigi Morolli                             | PalaDionigi di Sant'Angelo in Lizzola, PU |
| Figurella Firenze                   |                      | Javier Mario Cantor                       | PalaValenti di Firenze                    |
| Forme Veca Soliera                  |                      | Alberto Daniel Roitman, poi Iván Castillo | PalaFerrari di Carpi, MO                  |
| Icot Forlì                          |                      | Mario Sangiorgi                           | PalaFiera di Forlì                        |
| Las Fly Tortoreto                   |                      | Maurizio Moretti                          | Palasport di Tortoreto, TE                |
| Monte Schiavo Jesi                  |                      | Giovanni Volpicella                       | PalaTriccoli di Jesi, AN                  |
| Moreschi Vigevano                   |                      | Madalina Angeluscu                        | PalaBasletta di Vigevano, PV              |
| Omega San Donà di Piave             |                      | Giuseppe Giannetti                        | PalaBarbazza di San Donà di Piave, VE     |
| Pasta Primeluci Mavi Lercara Friddi |                      | Paolo Giribaldi                           | Palasport di Marsala, TP                  |
| Renauto Bari                        |                      | Donato Radogna                            | PalaFlorio di Bari                        |
| Sapori di Sardegna Sestu            |                      | Aldo Pitzanti                             | Palasport di Sestu, CA                    |
| Siram Roma                          |                      | Carlo Parisi                              | Palafonte di Roma                         |
| Teseco Sesto Fiorentino             |                      | Ivan Tamburello                           | Palasport di Sesto Fiorentino, FI         |
| Zara Carifac Fabriano               |                      | Gerardo Cardelia                          | PalaIndesit di Fabriano, AN               |

## Classifica
| Pos. | Squadra                             | Pt | G  | V  | P  | SV | SP |
| ---- | ----------------------------------- | -- | -- | -- | -- | -- | -- |
| 1.   | Monte Schiavo Jesi                  | 77 | 30 | 26 | 4  | 83 | 25 |
| 2.   | AGIL Trecate                        | 75 | 30 | 26 | 4  | 82 | 27 |
| 3.   | Icot Forlì                          | 65 | 30 | 22 | 8  | 72 | 35 |
| 4.   | Figurella Firenze                   | 62 | 30 | 20 | 10 | 73 | 40 |
| 5.   | Omega San Donà di Piave             | 58 | 30 | 19 | 11 | 67 | 45 |
| 6.   | Siram Roma                          | 53 | 30 | 19 | 11 | 64 | 49 |
| 7.   | Las Fly Tortoreto                   | 52 | 30 | 19 | 11 | 64 | 49 |
| 8.   | Pasta Primeluci Mavi Lercara Friddi | 48 | 30 | 15 | 15 | 64 | 56 |
| 9.   | Fiam Ita Meta Pesaro                | 44 | 30 | 16 | 14 | 63 | 56 |
| 10.  | Teseco Sesto Fiorentino             | 42 | 30 | 15 | 15 | 58 | 55 |
| 11.  | Zara Carifac Fabriano               | 41 | 30 | 13 | 17 | 55 | 62 |
| 12.  | Forme Veca Soliera                  | 29 | 30 | 8  | 22 | 54 | 61 |
| 13.  | Brums Busto Arsizio                 | 28 | 30 | 8  | 22 | 43 | 70 |
| 14.  | Sapori di Sardegna Sestu            | 23 | 30 | 7  | 23 | 39 | 70 |
| 15.  | Renauto Bari                        | 17 | 30 | 5  | 25 | 37 | 78 |
| 16.  | Moreschi Vigevano                   | 6  | 30 | 2  | 28 | 14 | 88 |

| Promossa in Serie A1 | Promossa dopo i play-off promozione | Retrocesse dopo i play-out | Retrocesse in Serie B1 |